# Kuppenheim
Kuppenheim település Németországban, azon belül Baden-Württembergben. Lakosainak száma 8534 fő (2023. december 31.).

## Népesség
A település népessége az elmúlt években az alábbi módon változott:
| Lakosok száma | 6585 | 7533 | 8276 | 8330 | 8399 | 8488 | 8534 |
|               | 1975 | 2013 | 2017 | 2019 | 2021 | 2022 | 2023 |